# سوريش اوبراي
سوريش اوبراي ولد 1946 ممثل هندي بادوار مساعد في الثمانينات يعمل في بوليود منذ 1977 وهو أب فيفك اوبراي حاصل على جائزة الفلم الوطني لأفضل ممثل مساعد1987 و جائز فلم بنغال لأفضل ممثل مساعد أيضا 1988 ورشح لجائزتين فلم فير لأفضل ممثل مساعد1982-1985

## وصلات خارجية
- سوريش اوبراي على موقع IMDb (الإنجليزية)
- سوريش اوبراي على موقع ألو سيني (الفرنسية)
- سوريش اوبراي على موقع أول موفي (الإنجليزية)
- سوريش اوبراي على موقع قاعدة بيانات الفيلم (الإنجليزية)
- سوريش اوبراي على موقع كينوبويسك (الروسية)